# La Caridad
La Caridad (oficialmente y en gallego-asturiano A Caridá) es una parroquia del concejo de El Franco, en la comarca de Eo-Navia, Principado de Asturias, España.
Se sitúa en la costa occidental de Asturias en el norte de España, limitando al norte con el mar Cantábrico, al sur con la parroquia de Miudes, al este con Cartavio en el vecino concejo de Coaña y al oeste con Valdepares.
Cuenta con una superficie de 4,94 kilómetros cuadrados en los que habitan 1850 personas, de las cuales 1367 viven en la villa del mismo nombre y el resto se reparten entre los lugares de Arboces, Lóngara (Llóngara) y Viavélez (El Porto).

## Lugares
Según el nomenclátor de 2023, la parroquia comprende las siguientes entidades de población:
- Arboces
- La Caridad (A Caridá)
- Lóngara (Llóngara)
- Viavélez (El Porto)

## Historia
Entre los monumentos a destacar en la villa se encuentra la antigua casa consistorial, que tiene el escudo donde consta la leyenda que rememora su independencia de Castropol en el siglo XVI. En esa época la capitalidad del concejo se encontraba en El Franco, en la parroquia de Valdepares, pero pasa finalmente a La Caridad en 1852, conociéndose en aquella época a la villa como San Miguel de Mohíces. Una vez constituida la iglesia en el siglo XVIII, ya tuvo párroco propio y, desde hace algunas décadas, se la conoce por San Miguel de La Caridad. Se dice que el nombre de la villa viene de la caridad que este pueblo ejercía sobre los peregrinos que iban a Santiago.
En conjunto, se puede decir que el núcleo se vertebró en torno al Parque de María Cristina y a la carretera N-634, pues el Ayuntamiento se encontraba en el primero (el nuevo está en la Plaza de España, al lado del Parque) y la iglesia al otro lado de la carretera (la iglesia actual está unida a la antigua, que ahora se usa como salón parroquial).
Uno de los atractivos turísticos es la playa de Permenande y su área recreativa con albergue de peregrinos.

## Economía
De las actividades económicas, la predominante es la comercial, la hostelera y otras, como la de la madera, con un aserradero importante. Hoy existe un sector productivo, el de la construcción, que está transformando la villa en varios lugares, ya que la demanda de la misma es del sector turístico (un 30 %) o como segunda vivienda (un 60 %).

## Fiestas
Las fiestas patronales se celebran el día 29 de septiembre, día de San Miguel, patrón de La Caridad. Hay mercado los martes.